# Janusz Syposz
Janusz Syposz (ur. 12 kwietnia 1966 w Bytomiu) – polski hokeista, reprezentant Polski.

## Kariera
- Polonia Bytom (1984–1990)
- Krefeld Pinguine (1990–1991)
- Polonia Bytom (1991–1992)
- GKS Katowice (1992–1998)
- Polonia Bytom (1998–2001)
- SKH Sanok (2001-2002)[1][2]
- KH Sanok (2002)
- Polonia Bytom (2002–2006)

Absolwent Szkoły Podstawowej nr 51 w Bytomiu. Wychowanek Polonii Bytom.
Wyniki badań próby antydopingowej przeprowadzonej 17 grudnia 1991 wykazały obecność środków antydopingowych w jego organizmie, za co w styczniu 1992 został ukarany przez PZHL zawieszeniem i odsunięciem od kadry Polski, zaś sam zaprzeczył, iż świadomie zastosował doping. Decyzją Wydziału Gier i Dyscyplin PZHL z 14 marca 1992 został ukarany dyskwalifikacją w okresie 12 miesięcy, zaś kara była liczona od momentu przeprowadzenia kontroli tj. 17 grudnia 1991 (tak samo zostali wówczas ukarani Mirosław Copija i Piotr Podlipni).
Uczestniczył w turniejach mistrzostw świata w 1990, 1991 (Grupa B), 1992 (Grupa A), 1993, 1994, 1995, 1996 (Grupa B).
Po zakończeniu kariery związany z Polonią Bytom jako trener. Pracował jako główny trener w 2007, w 2008 oraz drugi szkoleniowiec drużyny.
Trenował drużynę kobiet Polonia Bytom występującą w rozgrywkach Polskiej Lidze Hokeja Kobiet, z którą zdobył cztery mistrzostwa Polski.

## Sukcesy
Reprezentacyjne
- Awans do Grupy A mistrzostw świata: 1991

Klubowe
- Złoty medal mistrzostw Polski (5 razy): 1986, 1988, 1989, 1990, 1991 z Polonią Bytom
- Srebrny medal mistrzostw Polski (2 razy): 1985, 1987 z Polonią Bytom
- Brązowy medal mistrzostw Polski (5 razy): 1994, 1995, 1997, 1998 z GKS Katowice, 2001 z Polonią Bytom
- Puchar Sportu i PZHL (3 razy): 1986, 1989, 1992 z Polonią Bytom